# مستصفرة داي
مستصفرة داي (الاسم العلمي: Xanthomonas dyei) هي نوع من البكتيريا يتبع جنس المستصفرة من الفصيلة المستصفرية.